# Walcownia – Muzeum Hutnictwa Cynku
Walcownia – Muzeum Hutnictwa Cynku – zabytkowa (nr rej.: A/308/10 z 23.06.2010) walcownia cynku z lat 1903–1904, 1916–1917 w Katowicach-Szopienicach, przy ul. 11 Listopada. od 1 stycznia 2017 roku znajduje się na Szlaku Zabytków Techniki Województwa Śląskiego.

## Historia

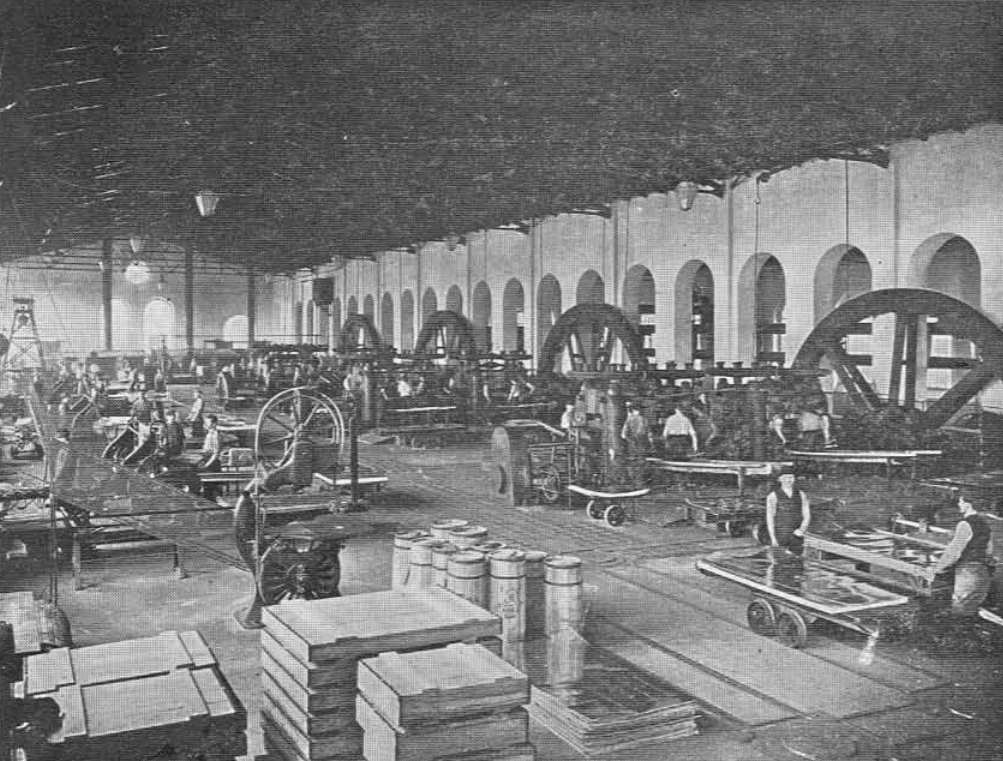
Wnętrze walcowni przed 1912 rokiem

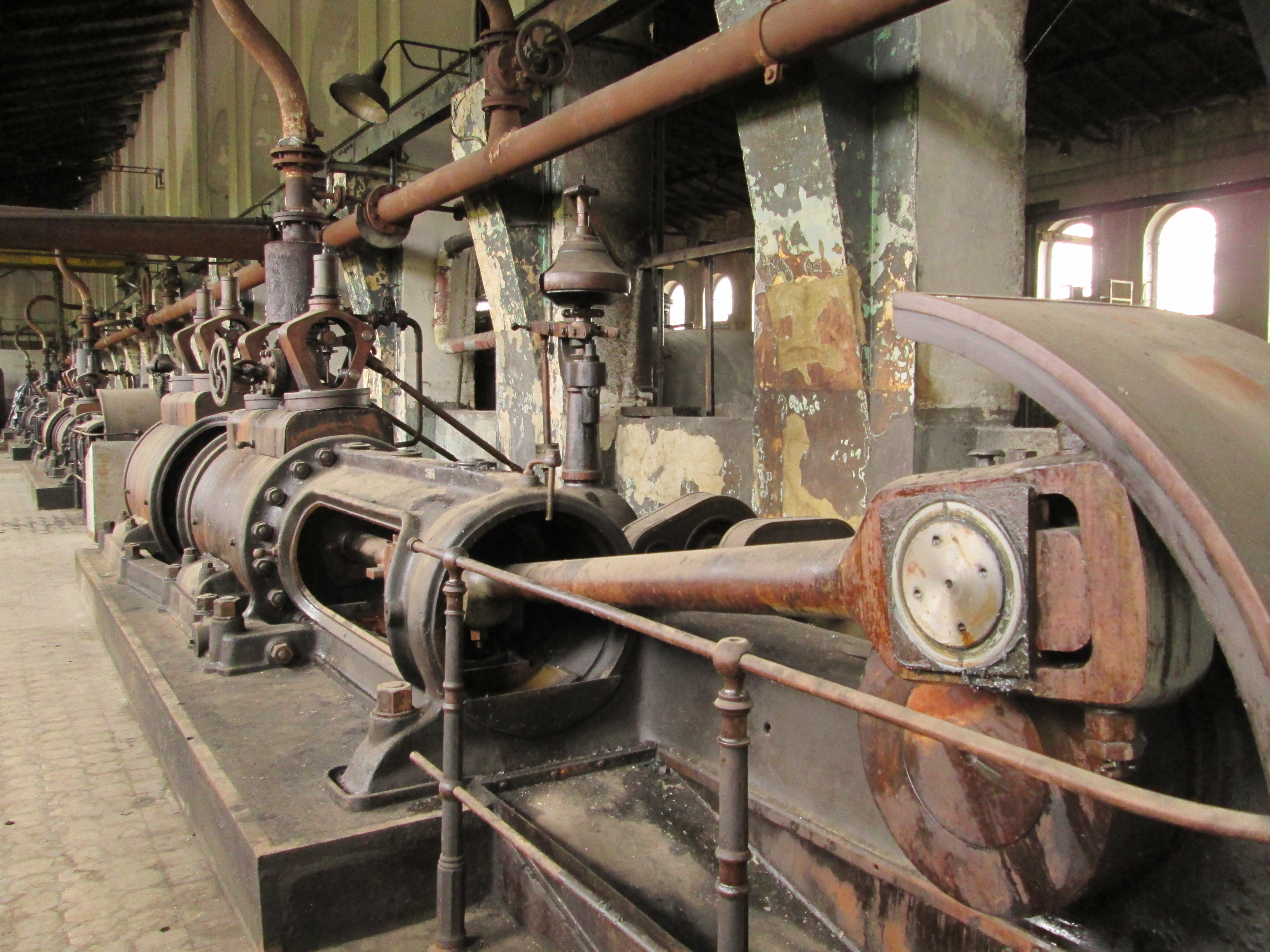
Wnętrze walcowni cynku w Katowicach-Szopienicach. Ciąg maszyn parowych.

Budynek walcowni cynku rozpoczęto wznosić w 1903 roku, jako jedną z wielu inwestycji koncernu „Georg von Giesches Erben A.G.” z przełomu XIX i XX wieku w Szopienicach. Przedsiębiorstwo to należało wówczas do trzech największych producentów surowego cynku na świecie, jednakże nie posiadało wydziału, gdzie byłby on przerabiany na wyroby gotowe. Biorąc przykład z innych przedsiębiorstw w branży, systematycznie zwiększających moce produkcyjne swoich walcowni, zdecydowano o budowie podobnego obiektu w Szopienicach. Walcownię wybudowano obok Huty Bernhardi oraz linii kolejowej Szopienice – Siemianowice. Położenie takie było korzystne ze względu na możliwość dostaw cynku oraz wywóz blach koleją. 
W 1904 roku walcownia składająca się z dwóch pieców topielnych, dwóch karuzeli odlewniczych, dwóch walcarek wstępnych i czterech walcarek pojedynczych oraz czterech napędzających je maszyn parowych rozpoczęła produkcję blach cynkowych.
W latach 1916–1917 wydział rozbudowano, na styku obu hal od strony południowej powstał dwukondygnacyjny budynek administracyjno-socjalny. Prawdopodobnie z powodu trwających działań wojennych nowsza część hali wykonana została z materiałów o gorszej jakości, a zdobnictwo architektoniczne istotnie ograniczono. Dzięki rozbudowie walcownia poszerzyła swój asortyment o produkcję taśm, drutu i szyn cynkowych. W latach 70. XX wieku planowano modernizację wydziału, przewidując m.in. zastąpienie napędzających walcarki maszyn parowych silnikami elektrycznymi, do czego jednak nie doszło. Dzięki temu, poza kilkoma drobnymi modernizacjami produkcję prowadzono cały czas na oryginalnych urządzeniach z początku XX wieku. Ostatecznie w 2002 roku huta zdecydowała o zakończeniu produkcji cynku surowego oraz zamknięciu walcowni.

## Architektura
Pierwotnie wybudowana na planie prostokąta hala główna walcowni miała 91 metrów długości i 20 metrów szerokości oraz pomieszczenie maszynowni o długości 70 metrów i szerokości 6 metrów. Wysokość hali wynosiła 5,124 metra. Budynek wzniesiono z cegły. Całość pokryto dwuspadowym dachem, opartym na stalowych kratownicach i pokrytym papą. Elewację zewnętrzną ozdobiono detalami z cegieł w postaci lizen, fryzu biegnącego pod dachem, gzymsu z ukośnie układanych cegieł, a także stalowych ram okien. Obok nowej hali wzniesiono kotłownię dostarczającą parę do maszyn parowych. W wyniku rozbudowy w latach 1916–1917 hala została wydłużona o 91 metrów.

## Maszyny i urządzenia
Aktualnie w hali głównej walcowni zlokalizowane są oryginalne urządzenia stanowiące kompletny ciąg technologiczny produkcji blach: dwa piece topielne o pojemności 50 ton, piec grzewczy do płyt, karuzela odlewnicza z 24 formami chłodzonymi wodą, walcarka wstępna, 3 walcarki wykańczające, 2 nożyce wstępne do cięcia blach i 2 nożyce wykańczające do blach. Zachowane są również maszyny parowe napędzające walcarki. 

## Stan obecny

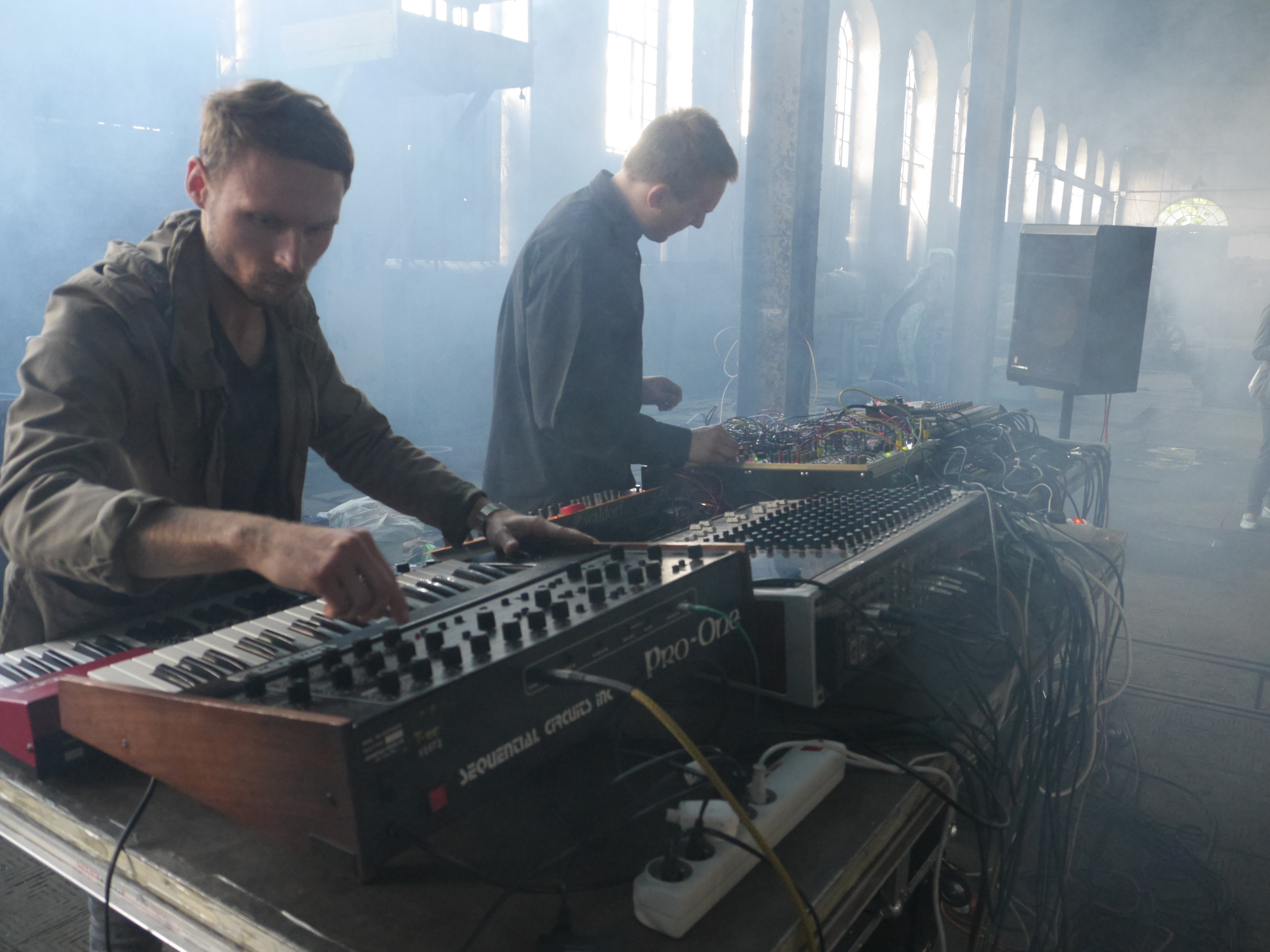
Koncert w walcowni - Industriada 2014

Budynek jest objęty ochroną konserwatorską wraz z walcarkami, maszynami parowymi i kołami zamachowymi z 1904 r. Kompleks ten stanowi pomnik technik i technologii przemysłowych, będący zarazem muzeum techniki oraz związanych z pracą zakładu stosunków społecznych.
W 2003 roku do rejestru zabytków zostały wpisane znajdujące się we wnętrzu urządzenia walcownicze, a w 2010 roku znalazł się w nim cały budynek. Pomimo wielu starań Stowarzyszenia na rzecz powstania Muzeum Hutnictwa Cynku w Katowicach-Szopienicach oraz wspierających je organizacji, idea utworzenia muzeum hutnictwa cynku w tym miejscu nie zdobyła poparcia władz Katowic oraz województwa śląskiego. Pomimo tego obiekt gościł szereg wydarzeń kulturalnych, m.in. wystawę „Droga Przemysłowa 13” przygotowaną przez Instytucję Kultury Ars Cameralis we współpracy ze Stephanem Strouxem w ramach „Industriady” w 2013 roku. W tym samym roku budynek walcowni został wystawiony przez likwidatora H.M.N. „Szopienice” na sprzedaż. Nowym właścicielem hali został dr Piotr Gerber związany zawodowo z Politechniką Wrocławską, będący równocześnie fundatorem Fundacji Ochrony Dziedzictwa Przemysłowego Śląska prowadzącej dotychczas Muzeum Przemysłu i Kolejnictwa na Śląsku w Jaworzynie Śląskiej. Po zmianie właściciela rozpoczęto prace remontowo-konserwatorskie w budynku walcowni. W pierwszej kolejności dokonano wymiany pokrycia dachowego na całości obiektu wraz z częściową wymianą zbutwiałego drewnianego poszycia oraz rynien, a także dokonano renowacji oryginalnej ślusarki okiennej. We wnętrzu walcowni cynku postanowiono minimalnie ingerować w przestrzeń i w jak największym stopniu pozostawić jego oryginalny wygląd. 11 czerwca 2015 roku w hali walcowni otwarto Muzeum Hutnictwa Cynku w Walcowni Cynku. Obecnie w muzeum oprócz ciągu technologicznego do walcowania blach cynkowych zwiedzać można również wystawę historycznych motocykli, silników oraz silnikowych maszyn drogowych i rolniczych.

## Szlak Zabytków Techniki

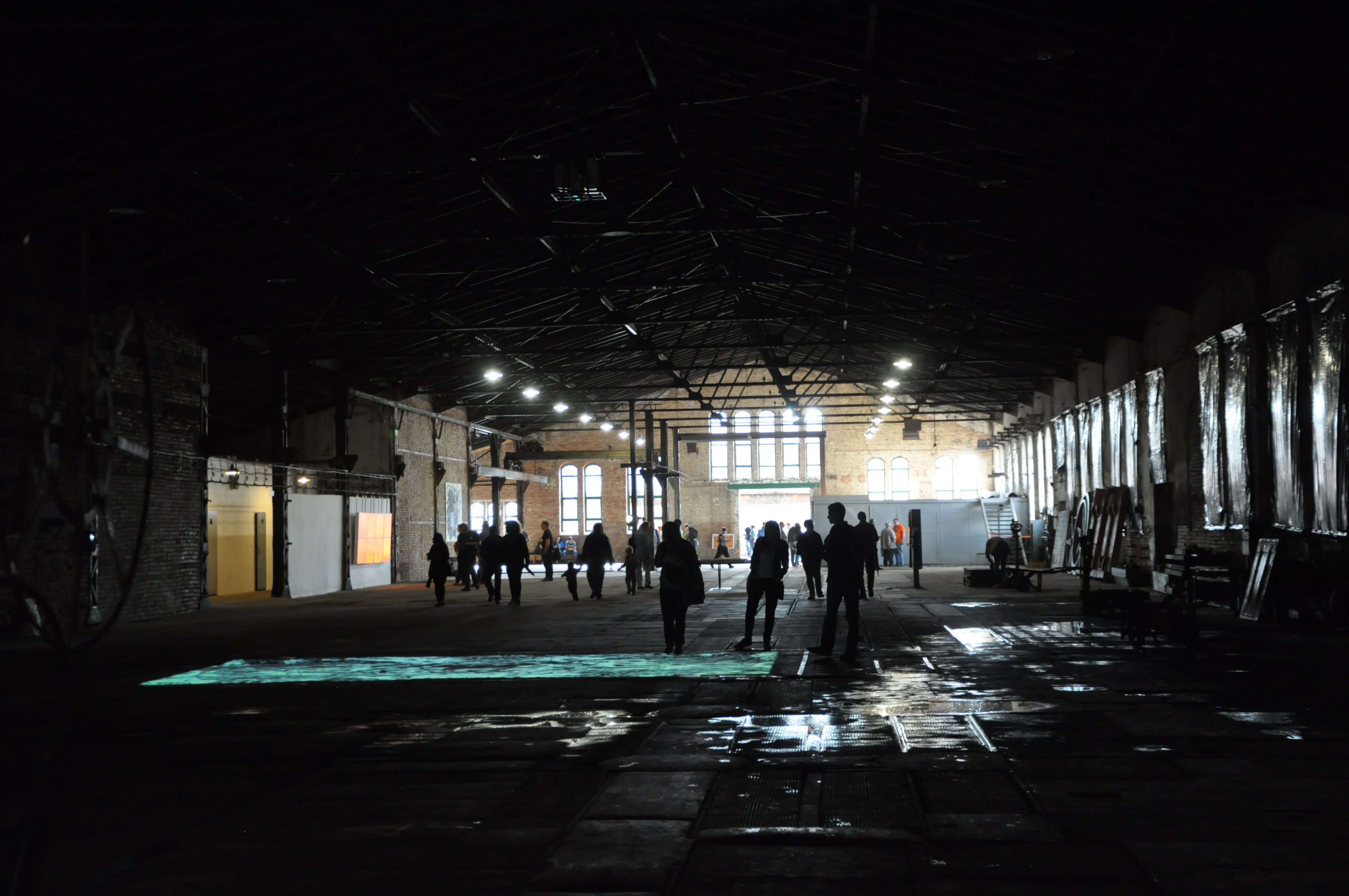
Industriada 2014

Od 2014 do 2016 roku walcownia cynku uczestniczyła w Industriadzie – corocznym święcie Szlaku Zabytków Techniki Województwa Śląskiego jako tzw. obiekt zaprzyjaźniony. Uchwałą zarządu województwa śląskiego nr 2509/157/V/2016 walcownia od 1 stycznia 2017 roku została wpisana na Szlak Zabytków Techniki Województwa Śląskiego.